# 星際漫遊
《星際漫遊》（副標題：Vol I. From Earth with Love）是英國搖滾樂團酷玩樂團的第九張錄音室專輯，由英國帕洛風和美國大西洋唱片於2021年10月15日發行。這張專輯由马克斯·马丁、奧斯卡·霍爾特和團員共同監製，赛琳娜·戈麦斯、We Are King、雅各·科里爾和防彈少年團客串了部分收錄曲。
《星際漫遊》是樂團繼2005年的《XY密码》之第二張以太空為主題的概念專輯，其宇宙觀設定在一個名為「The Spheres」的虛構星系中，星系包含九顆行星、三顆衛星、一顆恆星和一個星雲，每顆行星都對應專輯中的每首歌曲。根據主唱克里斯·馬汀所說，專輯是他觀看《星際大戰》系列電影後，好奇宇宙中其他藝術家會是什麼樣子而創作的。〈超能量〉和〈My Universe〉作為專輯主打曲發行，〈Coloratura〉作為宣传单曲發行。
《星際漫遊》得到樂評界褒貶不一的評價，其中許多人批評專輯明顯的流行風格，然而尾曲〈Coloratura〉因其冗長、非傳統的結構和製作備受樂評嘉許。
為宣傳新專輯，酷玩樂團將於2022年啟動星際漫遊世界巡迴演唱會，這是他們自夢過頭巡迴演唱會後的第八次巡迴演唱會，而《伟大日常》的巡演出於環保考量決定不舉行。

## 背景
樂團自2010年開始就在構思一張以太空為主題的專輯，當時主唱克里斯·馬汀提出要打造一個「太陽系」的想法。在2019年11月發行的《伟大日常》實體黑膠唱片和裝訂本雙層頁中，《星際漫遊》的封面出現在頁中的廣告牌上；在頁面左下角，還印有「酷玩樂團即將推出」的小字。

## 概念
主唱克里斯·馬汀表示，專輯是他觀看科幻電影《星際大戰》中虛構的摩斯艾斯利酒吧樂團的表演後，好奇「宇宙中的音樂家」和外太空的聲音會是什麼樣子而創作的。
這張專輯的背景設定在一個名為「The Spheres」的虛構星系中，星系由九顆行星、三顆天然衛星、一顆恆星和附近的星雲組成。專輯中的每首曲目都代表The Spheres中的一個天體，分別是：〈Music of the Spheres〉（Neon Moon I ）、〈Higher Power〉（Kaotica）、〈Humankind〉（Echo）、〈Alien Choir〉（Kubik）、〈Let Somebody Go〉（Calypso） 、〈Human Heart〉（Supersolis）、〈People of the Pride〉（Ultra）、〈Biutyful〉（Floris）、〈Music of the Spheres II〉（Neon Moon II）、〈My Universe〉（Epiphane）、 〈Infinity Sign〉（Infinity Station）和〈Coloratura〉（Coloratura）。 Supersolis是星系中心的恆星，而Coloratura則是星雲。The Spheres中的每個天體都有自己的語言。Neon Moon I使用EL 1；Kaotica使用Kaotican；Echo使用Mirror Text；Kubik使用Qblok；Calypso使用Aquamarine；Supersolis使用Supersolar；使用；Ultra使用Voltik；Floris使用Bloom；Neon Moon II使用EL 2；Epiphane使用Spheric；Infinity Station使用Infinitum；Coloratura使用Coloraturan。一顆未命名的衛星圍繞著Echo自轉；兩顆Neon衛星圍繞Epiphane自轉。一顆名為Aurora的失落星球也是星系的一部分，儘管尚不清楚是否有一首隱藏曲目將代表它。
馬汀將行星作為畫布來探索人類的經歷：「這確實是關於人類生活的另一種記錄，但考慮到你是在假想其他地方的其他生物時，應給它留下想像空間。」

## 宣傳

### 單曲
〈超能量〉（"Higher Power"）作為主打曲於2021年5月7日發行。這首歌由马克斯·马丁製作，樂團稱其為「真正的宇宙奇蹟」。由保羅·達格代爾（Paul Dugdale）製作的歌詞影片於同日凌晨12:01（英國夏令時）在酷玩樂團的YouTube頻道首播。 〈Coloratura〉隨後於2021年7月23日作為宣傳單曲發行。與韓國流行組合防彈少年團合作的〈My Universe〉於2021年9月24日作為第二支單曲發行。
與美國歌手兼女演員赛琳娜·戈麦斯合作的〈Let Somebody Go〉計畫在2022年2月14日作為第三首單曲派往當代成人電台。音樂錄影帶於一個禮拜前的2月7日公開。

## 樂評
| 綜合得分       | 綜合得分 |
| 來源           | 評分     |
| -------------- | -------- |
|                | 5.0/10   |
|                | 57/100   |
| 評論得分       |          |
| 來源           | 評分     |
| AllMusic       | [ 24 ]   |
| 《每日電訊報》 | [ 25 ]   |
| 《金融時報》   | [ 26 ]   |
| 《衛報》       | [ 27 ]   |
| 《獨立報》     | [ 28 ]   |
| 《Pitchfork》  | 5.1/10   |
| 《新音樂快遞》 | [ 30 ]   |
| 《滾石》       | [ 31 ]   |
| 《泰晤士報》   | [ 32 ]   |

樂評界對《星際漫遊》的評價好壞參半。Metacritic根據14條評論，給專輯打出57的平均分（滿分100），表明「褒貶不一或中庸」，使其成為樂團在網站上得分最低的專輯。《金融時報》的盧多維奇·亨特-蒂爾尼（Ludovic Hunter-Tilney）給這張專輯打了2星評價（滿分5星），稱讚了它歡快的歌詞，但批評了它膚淺的感覺。《每日电讯报》的尼爾·麥考密克也持有類似觀點，他稱這張專輯為「令人眼花繚亂的高糖效應」，並予其3星評價（滿分5星）。《衛報》的亞歷克西斯·佩特里迪斯給專輯打出2星評價（滿分5星），稱其流行音調是樂團保持唱片排行榜領先地位「孤注一擲」的嘗試。《新音乐快递》的賴安·戴利（Rhian Daly）對專輯給出4星評價（滿分5星），表示「雖然《星際漫遊》感覺像是典型的酷玩樂團，但在其曲目清單中還隱藏了一些更令人驚喜的時刻」。AllMusic的尼爾·Z·楊（Neil Z. Yeung）也給這張專輯4星評價（滿分5星），稱其為「（樂團）迄今為止最毫不掩飾地以流行為中心且最樂觀的專輯」。他如此評述：「這部科幻概念片是七彩前輩《彩繪人生》和《夢過頭》的精神繼承者——以其敏銳的注意力和精簡的時長超越前者——同時保持在《萬花筒》和《伟大日常》中所聽到的超越邊界的能量。」
然而，許多評論家稱讚尾曲〈Coloratura〉。AllMusic的尼爾·Z·楊評論稱：「雖然他們通常以隆重、振奮人心的音符結束他們的專輯，但（Coloratura）因壯志雄心和純粹的美麗而得獎。」為英國《滾石》撰稿的艾拉·坎普（Ella Kemp）說這首歌「可能是酷玩樂團做過最璀璨奪目的事情，一個龐大的平克·弗洛伊德式的實驗，回報無窮」。《泰晤士報》的威爾·霍奇金森將其描述為一個充滿希望的「平克·弗洛伊德色調旋律烏托邦的前瞻性願景」。PopMatters的傑里米·萊文（Jeremy Levine）稱讚曲目「承擔了大量結構性風險，使其達到令人驚訝的親密程度。它仍然有點過度抒情，但音調的變化，以及樂隊復古樂器的高潮使用，至少讓我們看到了酷玩樂團的光芒。」《金融時報》的盧多維奇·亨特-蒂爾尼認為這張專輯的概念只在〈Coloratura〉上「真正掛名」，讚揚歌曲「精心編排的管弦樂和比以前歌曲更複雜的歌詞」，並指它「暴露了專輯其餘部分的膚淺」。《前音後果》的保羅·拉古薩（Paolo Ragusa）肯定表示，這首歌「真正充實了這張唱片應該聽起來的樣子：蔓延、怪誕和獨特。」另一方面，《Spin》的鮑比·奧利維爾（Bobby Olivier）寫道它「過長」。The Line of Best Fit的大衛·科博德（David Cobbald）說它「缺乏獨創性，因為所有情感和歌詞都以某種形式在他們之前的音樂中出現過了。」

## 商業成績
《星際漫遊》空降英國專輯排行榜一位，成為酷玩樂團在英國的第九張冠軍大碟，也成為當年最暢銷的專輯。這是自紅髮艾德的《No.6 Collaborations Project》以來第一張在該國銷量超過100,000張的專輯，並因此獲得金唱片認證。

## 曲目清單
酷玩樂團的詞曲創作成員包括蓋·貝瑞曼、強尼·邦藍、威爾·查恩和克里斯·馬汀。
| 《星際漫遊》曲目清單 | 《星際漫遊》曲目清單                                    | 《星際漫遊》曲目清單                                                                               | 《星際漫遊》曲目清單                                                   | 《星際漫遊》曲目清單 |
| 曲序                 | 曲目                                                    | 词曲                                                                                               | 製作人                                                                 | 时长                 |
| -------------------- | ------------------------------------------------------- | -------------------------------------------------------------------------------------------------- | ---------------------------------------------------------------------- | -------------------- |
| 1.                   | Music of the Spheres（風格化為""）                      | 酷玩樂團 里克·辛普森 （ 英语 ： Rik Simpson） 丹尼爾·格林 費德里科·文德弗 （ 英语 ： Federico Vindver） 馬克斯·馬丁 比爾·拉科 | 馬克斯·馬丁 奧斯卡·霍爾特 拉科 辛普森 格林 文德弗 [a]                  | 0:53                 |
| 2.                   | Higher Power                                            | 酷玩樂團 文德弗 馬克斯·馬丁 丹妮絲·卡萊特                                                          | 馬克斯·馬丁 霍爾特 拉科 辛普森 [a] 格林 [a]                            | 3:26                 |
| 3.                   | Humankind                                               | 酷玩樂團 文德弗 格林 喬恩·霍普金斯 （ 英语 ： Jon Hopkins） 馬克斯·馬丁 奧斯卡·霍爾特                         | 馬克斯·馬丁 霍爾特 拉科 辛普森 [a] 格林 [a] 霍普金斯 [a]               | 4:26                 |
| 4.                   | Alien Choir（風格化為""）                               | 酷玩樂團 馬克斯·馬丁 霍普金斯                                                                      | 馬克斯·馬丁 拉科 霍普金斯                                              | 0:53                 |
| 5.                   | Let Somebody Go（和席琳娜·戈梅茲）                      | 酷玩樂團 艾波·馬丁 奧利維亞·韋特 （ 英语 ： Livvi Franc） 馬克斯·馬丁 霍爾特 拉科 利蘭·韋恩                   | 馬克斯·馬丁 霍爾特 拉科 辛普森 [a] 格林 [a] 霍普金斯 [a]               | 4:01                 |
| 6.                   | Human Heart（風格化為""）（和We Are King與雅各·科里爾） | 酷玩樂團 馬克斯·馬丁 雅各·科里爾 巴黎·斯特羅 （ 英语 ： We Are King） 安伯·斯特羅 （ 英语 ： We Are King）               | 馬克斯·馬丁 霍爾特 拉科                                                | 3:09                 |
| 7.                   | People of the Pride                                     | 酷玩樂團 馬克斯·馬丁 拉科 德里克·迪克西 山繆·法爾森 （ 英语 ： Sam Sparro） 傑西·羅格                        | 馬克斯·馬丁 霍爾特 拉科 辛普森 [a] 格林 [a]                            | 3:37                 |
| 8.                   | Biutyful                                                | 酷玩樂團 達維德·羅西 （ 英语 ： Davide Rossi） 馬克斯·馬丁 霍爾特                                              | 馬克斯·馬丁 霍爾特 拉科 辛普森 [a] 格林 [a] Angel Lopez [a] 文德弗 [a] | 3:12                 |
| 9.                   | Music of the Spheres II（風格化為""）                   | 酷玩樂團 馬克斯·馬丁                                                                               | 馬克斯·馬丁 拉科                                                       | 0:21                 |
| 10.                  | My Universe（和防彈少年團）                             | 酷玩樂團 馬克斯·馬丁 霍爾特 拉科 Suga J-Hope RM                                                    | 馬克斯·馬丁 霍爾特 拉科 辛普森 [a] 格林 [a]                            | 3:46                 |
| 11.                  | Infinity Sign（風格化為""）                             | 酷玩樂團 馬克斯·馬丁 霍普金斯                                                                      | 馬克斯·馬丁 霍爾特 拉科 辛普森 格林 霍普金斯                           | 3:46                 |
| 12.                  | Coloratura                                              | 酷玩樂團 馬克斯·馬丁 巴黎·斯特羅 約翰·梅特卡夫 （ 英语 ： John Metcalfe (composer)） 羅西                                  | 馬克斯·馬丁 霍爾特 拉科                                                | 10:18                |
| 总时长：             | 总时长：                                                | 总时长：                                                                                           | 总时长：                                                               | 41:48                |

| 日本版彩蛋曲目 | 日本版彩蛋曲目             | 日本版彩蛋曲目                     | 日本版彩蛋曲目                                     | 日本版彩蛋曲目 |
| 曲序           | 曲目                       | 词曲                               | 製作人                                             | 时长           |
| -------------- | -------------------------- | ---------------------------------- | -------------------------------------------------- | -------------- |
| 13.            | Higher Power（原聲）       | 酷玩樂團 馬克斯·馬丁 文德弗 卡萊特 | 馬克斯·馬丁 霍爾特 拉科 辛普森 [a] 格林 [a]        | 3:34           |
| 14.            | Higher Power（Tiësto混音） | 酷玩樂團 馬克斯·馬丁 文德弗 卡萊特 | 馬克斯·馬丁 霍爾特 拉科 辛普森 [a] 格林 [a] Tiësto | 3:49           |
| 总时长：       | 总时长：                   | 总时长：                           | 总时长：                                           | 48:36          |

附註
- ^[a] 代表額外製作人。
- 〈People of the Pride〉取樣了歌曲 〈Black and Gold〉，由Sam Sparro演唱，Sparro和傑西·羅格作曲。

## 榜單成績
| 榜單（2021年）                    | 峰值 |
| --------------------------------- | ---- |
| 澳洲專輯榜（ARIA）                | 1    |
| 荷蘭（MegaCharts專輯榜）          | 1    |
| 德國（Offizielle Top 100專輯榜）  | 2    |
| 愛爾蘭（IRMA專輯榜）              | 1    |
| 義大利專輯榜（FIMI）              | 4    |
| 日本熱門專輯榜（Billboard Japan） | 10   |
| 日本（Oricon專輯榜）              | 13   |
| 立陶宛專輯榜（AGATA）             | 8    |
| 紐西蘭專輯榜（RMNZ）              | 2    |
| 挪威（VG-lista專輯榜）            | 2    |
| 蘇格蘭（OCC專輯榜）               | 1    |
| 瑞典專輯榜（Sverigetopplistan）   | 3    |
| 英國（OCC專輯榜）                 | 1    |

## 銷量認證
| 地區                   | 认证 | 认证单位/销量 |
| ---------------------- | ---- | ------------- |
| 英国（英国唱片业协会） | 金   | 100,000‡      |
| ‡僅含認證的+實際銷量   |      |               |

發行歷史
| 地區 | 日期           | 格式                           | 唱片公司               | 來源        |
| ---- | -------------- | ------------------------------ | ---------------------- | ----------- |
| 各國 | 2021年10月15日 | 數位下載 串流 卡式錄音帶 CD LP | 帕洛風 大西洋 華納音樂 | [ 8 ] [ 9 ] |

## 外部連結
- 在Discogs上的《Music of the Spheres》（发行列表）